# Ryan Sheckler

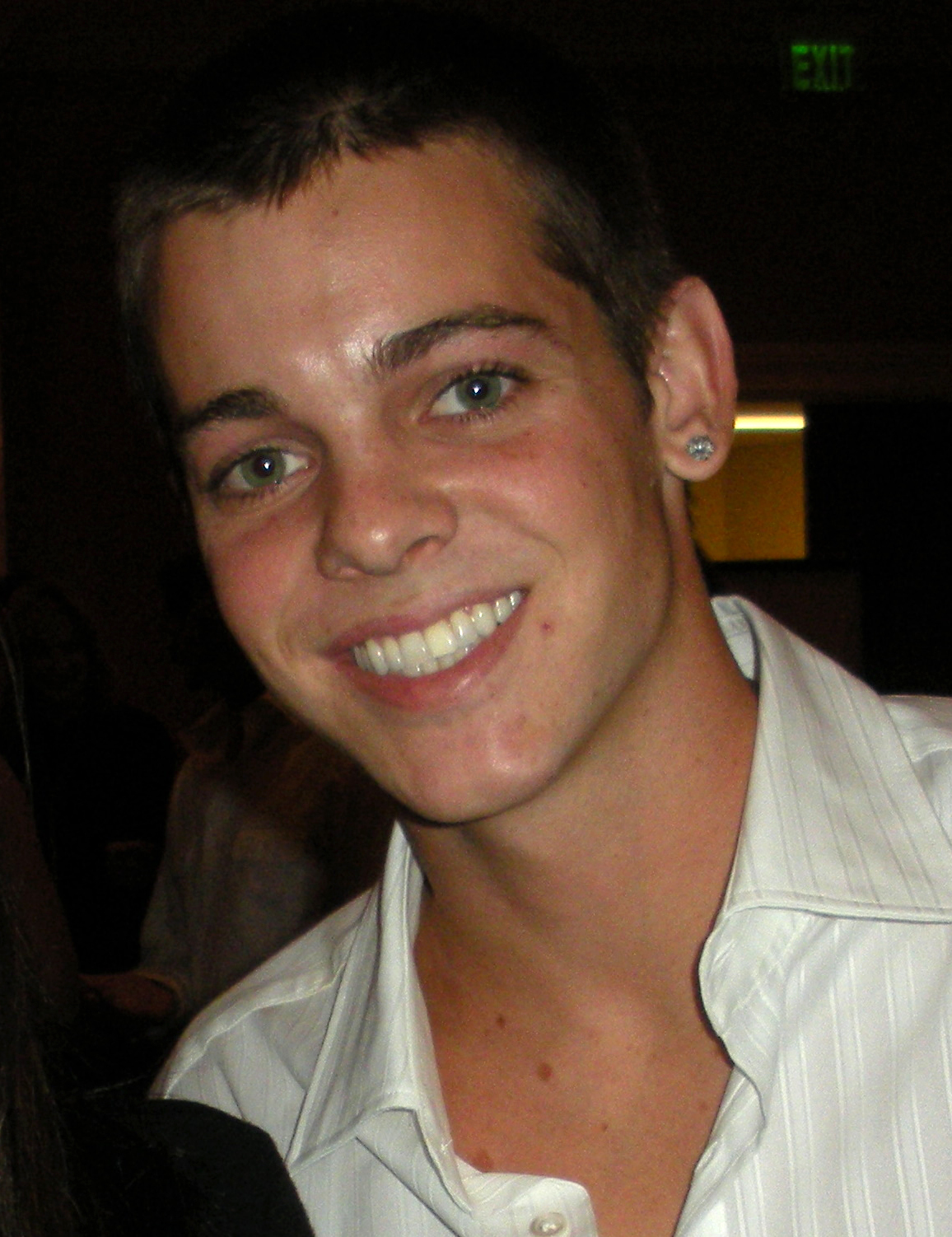
Ryan Sheckler, 2008

Ryan Allen Sheckler, né le 30 décembre 1989 à San Clemente en Californie, est un skateboarder professionnel.

## Biographie
Ryan a commencé le Skateboard à l'âge de 4 ans aux abords de son jardin. Trois ans plus tard, il installe son premier mini quarter dans le jardin de ses parents. C'est là qu'il va grandement s'améliorer et perfectionner ses tricks en repoussant ses limites.
Bientôt il se fait connaître sur la scène du skate locale, puis il remporte le concours CASL à chaque édition. Une fois connu des sponsors, il décroche de nombreux contrats avec de grandes marques de matériel de skate et de vêtements comme Volcom... Ryan Sheckler semble se dessiner comme l'un des meilleurs skateurs mondiaux grâce à des tricks parfaitement maîtrisés, une grande fluidité de mouvements alliée à une certaine rapidité.
Il a tenu quelques petits rôles dans des films tels que MVP2 et Grind et était la vedette d'une émission de télé-réalité diffusée sur MTV, dans lequel on peut le voir vivre sa vie en compagnie de sa famille et de ses amis. Cette émission s’appelait The Life Of Ryan  et la première saison a eu un tel succès que la deuxième n'a pas tardé à suivre. Après avoir mis une petite annonce sur son site officiel qui disait qu'il avait besoin du soutien de ses fans pour convaincre MTV de faire une saison 3, il y en eut finalement une, qui fut l'avant dernière car la saison 3 (uniquement diffusée sur la chaîne YouTube de redbull) fut un succès donc la saison 4 n'a pas tardé à enchaîner en septembre 2015
Il apparait dans plusieurs jeux vidéo de la série Tony Hawk's.
Ryan Sheckler possède aussi des chaussures à son nom (pro models dans le jargon du skate) tel que les ("Sheckler" , "Sheckler 2" , "sheckler 3" , "sheckler 4" , "sheckler 5" et depuis très récemment, les "sheckler6") chez la marque Etnies.
Ryan Sheckler est en train de se faire une place importante dans le monde des jeunes célébrités. On le voit de plus en plus dans des magazines américains pour adolescents (M,  J-14, Popstar...) De plus, Ryan Sheckler est très populaire auprès du public féminin grâce à son physique et sa silhouette sportive qu'il aime exhiber.

## Sponsors
- Plan B Skateboards
- Volcom
- Etnies
- FKD Bearings
- Spitfire
- Nixon
- Grizzly Griptape
- Oakley Eyewear
- CCS
- RedBull
- Panasonic
- Amp'd Mobile
- Independent Trucks
- AWSM
- Red Dragon
- gopro

## Palmarès
- 2003
  - Gravity Games, first place (street discipline)
  - Slam City Jam, first place (street discipline)
  - United States Skateboarding Championships, third place (street discipline)
  - Vans Triple Crown, overall first place (street discipline)
  - World Cup of Skateboarding, overall first place (street discipline)
- 2004
  - Gravity Games, third place (street discipline)
  - United States Skateboarding Championships, first place (street discipline)
  - Vans Triple Crown, Vancouver event; third place (street discipline)
  - Vans Triple Crown, Cleveland event; third place (street discipline)
  - World Cup of Skateboarding, overall second place (street discipline)
- 2005
  - Dew Action Sports Tour, Louisville event; first place (park discipline)
  - Dew Action Sports Tour, Denver event; first place (park discipline)
  - Dew Action Sports Tour, Portland event; second place (park discipline)
  - Dew Action Sports Tour, San Jose event; first place (park discipline)
  - Dew Action Sports Tour, Orlando event; third place (park discipline)
  - Dew Action Sports Tour, overall first place (park discipline)
  - Globe World Cup, Melbourne event; second place (street discipline)
  - World Championship of Skateboarding, third place (street discipline)
- 2006
  - Tampa Pro, Florida event, cinquième place (street), plus grand slam
  - Dew Action Sports Tour, Louisville event; first place (park discipline)
  - Dew Action Sports Tour, Denver event; fourth place (park discipline)
  - Dew Action Sports Tour, Portland event; first place (park discipline)
  - Dew Action Sports Tour, San Jose (Californie) event; first place (park discipline)
  - Dew Action Sports Tour, Orlando event; second place; second place (park discipline)
  - Dew Action Sports Tour, overall first place (park discipline)
  - X Games, Los Angeles event; second place (park discipline)
  - Globe World Cup, Melbourne event; first place (street discipline)
- 2008
  - Plan B - République Dominicaine
  - X Games Gold Medal
- 2009
- 2010
  - Dew Action Sports Tour, Boston event; second place (park discipline)
  - X Games Gold medal
- 2011
- X Games bronze medal

## Filmographie
- MVP 2 : Most Vertical Primate (États-Unis, 2002) : Neil Nellis
- Grind (États-Unis, 2003) : un garçon du skate-park qui défie Eric
- Quoi d'neuf Scooby-Doo ? (États-Unis, 2004, Épisode 8 Saison 2) : lui-même en personnage de dessin animé
- Dishdogz (États-Unis, 2005) : lui-même
- MTV Cribs (États-Unis, télévision) : lui-même
- Life of Ryan (États-Unis, 2007, reality-show) : lui-même
- Fée malgré lui (The Tooth Fairy) (États-Unis, 2010) : Mick Donnelly
- Street Dreams

## Vie privée
Les parents de Ryan se nomment Gretchen et Randy. Ils sont actuellement divorcés. Il a aussi deux frères plus jeunes que lui : Shane (né en 1992) et Kane (né en 1999). Shane est aussi un très bon skateur sans pourtant égaler son frère aîné. Il semble en effet moins bien supporter la pression propre au circuit professionnel que ce dernier. Kane, lui, skate plus ou moins. Il préfère la trottinette mais il est encore jeune et a tout son temps pour se consacrer au skate comme ses deux frères aînés.
Il a un chien se nommant:Dollar